# Seznam konkubín osmanských sultánů
Toto je seznam konkubín osmanských sultánů, manželek a otrokyň sultánů a princů Osmanské říše, která byla v letech 1299 - 1922 jednou z nejmocnějších říší světa.
Tyto ženy nosily tituly jako jsou Hatun, Sultan (Haseki Sultan nebo Valide Sultan), Kadinefendi a Hanimefendi.

## Konkubíny
| Jméno                                                   | Rodiče                                                      | Rodné jméno                                | Národnost                   | Tehdejší název místa původu            | Sňatek                              | Manžel          |
| ------------------------------------------------------- | ----------------------------------------------------------- | ------------------------------------------ | --------------------------- | -------------------------------------- | ----------------------------------- | --------------- |
| Malhun Hatun                                            | Ömer Abdülaziz Bey                                          | Mala                                       | turecká                     |                                        | 1280                                | Osman I.        |
| Rabia Bala Hatun                                        | Sheik Edebali                                               | Rabia                                      | turecká                     |                                        | 1289                                | Osman I.        |
| Nilüfer (Bayalun) Hatun                                 | Porphyrogennetos of Yahisar                                 | Holofira                                   | řecká                       | Bilecik, Byzantská říše                | 1299                                | Orhan I.        |
| Asporça Hatun                                           | Andronikos II Palaiologos                                   | Asporsha Palaiologina                      | řecká                       | Byzantská říše                         | 1316                                | Orhan I.        |
| Melek Hatun                                             |                                                             |                                            |                             |                                        | před 1324                           | Orhan I.        |
| Eftandise Hatun                                         | Akbaşlu Mahmud Gündüz Alp                                   | Effendi                                    | turecká                     |                                        | před 1324                           | Orhan I.        |
| Theodora Maria Hatun                                    | John VI Kantakouzenos Irene Asanina                         | Theodora Kantakouzene                      | řecká                       | Byzantská říše                         | květen 1346                         | Orhan I.        |
| Gülçiçek Hatun                                          |                                                             | Maria                                      | řecká                       | Byzantská říše                         | 1359                                | Murad I.        |
| Paşa Melîke Hâtûn                                       | Kızıl Murad Bey                                             | Paşa                                       | turecká                     |                                        | ?                                   | Murad I.        |
| ........... Hâtûn                                       | Seyyid Sultan Ahi                                           |                                            | turecká                     |                                        | 1366                                | Murad I.        |
| Maria Thamara                                           | Emperor Ivan Alexander Empress Theodora                     | Kera Tamara                                | bulharská                   | Bulharsko                              | 1370                                | Murad I.        |
| Fülane Hâtûn                                            | Prince Constantine Dragaš                                   |                                            | srbská                      | Srbská říše                            | 1372                                | Murad I.        |
| Fülane Hatun                                            | Prince Süleymanşah II Bey                                   |                                            | turecká                     | Kastamonu, Isfendiyarid Principality   | 1383                                | Murad I.        |
| ........... Hâtûn                                       | Manuel Paleologus                                           |                                            | řecká                       | Byzantská říše                         | 1386                                | Murad I.        |
| Angelina Hâtûn                                          |                                                             | Angelina                                   | řecká                       |                                        | 1372                                | Bajezid I.      |
| .......... Hâtûn                                        |                                                             |                                            | byzantská                   |                                        | 1372                                | Bajezid I.      |
| Devletşah Hatun                                         | Prince Süleymanşah II Bey Mutahhare Abide Hatun             | Devletşah                                  | turecká                     | Kütahya, Germinayid Principality       | 1378                                | Bajezid I.      |
| Maria Hâtûn                                             | Hungarian Count János                                       | Maria                                      | maďarská                    |                                        | ?                                   | Bajezid I.      |
| .......... Hâtûn                                        | Manuel II Palaiologos                                       |                                            | byzantská                   |                                        | 1386                                | Bajezid I.      |
| .......... Hâtûn                                        | John V Palaiologos Helena Kantakuzena                       |                                            | byzantská                   |                                        | 1389                                | Bajezid I.      |
| Hafsa Hatun                                             | Amir Fakhr’ud-Dīn İsa Bey                                   | Hâfize                                     | turecká                     | Birgi, Aydinid Principality            | 1390                                | Bajezid I.      |
| .......... Hâtûn                                        | Karamanoğlu ..............                                  |                                            | Karamanids                  |                                        | ?                                   | Bajezid I.      |
| Sultan Hatun                                            | Prince Şaban Süli Bey                                       | Sultan                                     | turecká                     | Elbistan, Dulkadirid Principality      | ?                                   | Bajezid I.      |
| Olivera Despina                                         | Lazar Hrebeljanović ? Nemanjić                              | Mileva Olivera Lazarević                   | srbská                      | Kruševac, Srbská říše                  | 1390                                | Bajezid I.      |
| .......... Hâtûn                                        |                                                             |                                            |                             |                                        | ?                                   | Bajezid I.      |
| Şâh-Zâde Kumru Hatun                                    | Prince Hacı Şâd-Geldi Ahmed Paşa                            | Şâh-Zâde                                   | turecká                     | Amasya, Kutluşah Principality          |                                     | Mehmed I.       |
| Şehzade Hatun                                           | Prince Dividdar Ahmed Bey                                   |                                            | turecká                     | Amasya, Kutluşah Principality          |                                     | Mehmed I.       |
| Emine Hatun                                             | Prince Nasıreddin Mehmed Bey                                | Emine                                      | turecká                     | Elbistan, Dulkadirid Principality      | 1403                                | Mehmed I.       |
| Alime Hatun                                             | Dulkadiroğlu ..............                                 | Alime                                      | turecká                     | Elbistan, Dulkadirid Principality      | 1421                                | Murad II.       |
| Fülane Hatun                                            | Damad Karaca Paşa                                           |                                            | balkánská                   |                                        |                                     | Murad II.       |
| Yeni Hatun                                              | Amasyalı Mahmud-Şâh Bey                                     | Yeni-Şâh                                   | turecká                     | Amasya, Tâceddin Principality          |                                     | Murad II.       |
| Hatice Halime Tacünnisa Hatun                           | Izzeddin Isfendiyar Bey                                     | Hatice Halime                              | turecká                     | Kastamonu, Isfendiyarid Principality   | 1423                                | Murad II.       |
| Hüma Hatun                                              | Taceddin Ibrahim II Bey                                     | Hatice Âlime                               | turecká                     | Kastamonu, Isfendiyarid Principality   | 1426                                | Murad II.       |
| Meryem Hatun                                            | Despot Đurađ Branković Eirene Kantakouzene                  | Mara Branković                             | srbská                      | Srbsko                                 | 4. září 1435                        | Murad II.       |
| Hundi Hânim                                             |                                                             |                                            |                             |                                        | ?                                   | Murad II.       |
| Emine Gülbahar Hatun                                    | Abdullah Arnavud                                            | Emine                                      | albánská                    |                                        | 1446                                | Mehmed II.      |
| Gülşâh Hâtûn                                            | Damat Ibrahim II Bey                                        |                                            | turecká                     | Mut, Karamanid Principality            | 1451                                | Mehmed II.      |
| Sittişah Mükrime Hatun                                  | Prince Süleyman Bey                                         | Mükrime                                    | turecká                     | Elbistan, Dulkadirid Principality      | 15. prosinec 1449                   | Mehmed II.      |
| Hatice Hatun                                            | Damat Zağanos Paşa                                          | Hatice                                     | balkánská                   |                                        | 1451                                | Mehmed II.      |
| ?                                                       | Enez Ağabeyi Dorino I Gatteluzio                            |                                            |                             |                                        | 1454                                | Mehmed II.      |
| Çiçek Hatun                                             | Türkmen Kardeşi Ali Bey                                     |                                            | turecká                     |                                        | 1458                                | Mehmed II.      |
| Helene Hâtûn                                            | Mora Despotu Demetrios Paleologus                           | Helene                                     |                             | Mora                                   | ?                                   | Mehmed II.      |
| Anna Hâtûn                                              | David of Trebizond                                          | Anna                                       |                             | Trapezuntské císařství                 | 1461                                | Mehmed II.      |
| Alexias Hâtûn                                           | David of Trebizond                                          | Alexias                                    |                             | Trapezuntské císařství                 | 1463                                | Mehmed II.      |
| ?                                                       | Muhammed bin İbrahim Bey                                    |                                            | Karamanids                  |                                        | 1471                                | Mehmed II.      |
| Nigar Hatun                                             | Abdullah Vehbi                                              |                                            |                             |                                        | ?                                   | Bajezid II.     |
| Şirin Hatun                                             |                                                             |                                            |                             |                                        | 1464                                | Bajezid II.     |
| Bülbül Hatun                                            |                                                             |                                            |                             |                                        | 1465                                | Bajezid II.     |
| Ayşe Gülbahar Hatun                                     | Abd'üs-Samed or Prince Alaüddevle Bozkurt Bey               | Ayşe                                       | turecká                     | Elbistan, Dulkadirid Principality      | 1469                                | Bajezid II.     |
| Gülruh Hatun                                            | Abd'ül-Hay                                                  |                                            |                             |                                        | 1476                                | Bajezid II.     |
| Hüsnüşah Hatun                                          | Nasuh Bey                                                   |                                            | turecká                     | Mut, Karamanid Principality            | ?                                   | Bajezid II.     |
| Gülfem Hatun                                            |                                                             |                                            |                             |                                        | ?                                   | Bajezid II.     |
| Ferahşad Hatun                                          | Muhammed Bey                                                |                                            |                             |                                        | ?                                   | Bajezid II.     |
| Fülane Hatun                                            | Damat Güveği Sinan Paşa                                     |                                            | balkánská                   |                                        | ?                                   | Bajezid II.     |
| Ayşe Hatun                                              |                                                             | Ayşe                                       |                             |                                        | ?                                   | Selim I.        |
| Ayşe Hafsa Valide Sultan                                | Meñli I Giray                                               | Ayşe Hafsa                                 | tatarská                    | Bachčisaraj, Giray dynasty             | 1494                                | Selim I.        |
| Hundi Hatun                                             |                                                             |                                            |                             |                                        |                                     | Selim I.        |
| Fülane Hatun                                            |                                                             |                                            | řecká                       |                                        | 1511                                | Sulejman I.     |
| Gülfem Hatun                                            |                                                             | Rosalina                                   | italská                     |                                        | 1511                                | Sulejman I.     |
| Gülşah Hatun                                            |                                                             | Rachel Gradyana                            | maďarsko-židovská           | Baja, Maďarské království              | 1512                                | Sulejman I.     |
| Mahidevran Gülbahar Kadın                               | Mirza Idar Bey Nazcan Hatun                                 | Malhurub Baharay Idarovna                  | čerkeská                    |                                        | 1512 / 1514                         | Sulejman I.     |
| Haseki Hürrem Sultan (Roxelana)                         | Hawrylo Lisowski Leksandra Lisowska                         | Alexandra Lisowska                         | ukrajinská / polská / ruská | Rohatyn, Polské království             | červen 1531                         | Sulejman I.     |
| Haseki Afife Nurbanu Valide Sultan                      | Yosef de Nasi/Nicolò Venier Violanta Baffo                  | Rachel Olivia de Nasi/Cecilia Venier-Baffo | italská                     | Paros, Kyklady, Benátská republika     | ?                                   | Selim II.       |
| Selimiye Kadın                                          |                                                             | Katerina                                   | italská                     | Benátky, Itálie                        | 1543                                | Selim II.       |
| Haseki Melike Safiye Valide Sultan                      |                                                             | Sofia Bellicui Baffo?                      | albánská / italská          | Principality of Dukagjini Kosovo       | 1583                                | Murad III.      |
| Şahihuban Hatun                                         |                                                             |                                            |                             |                                        |                                     | Murad III.      |
| Şemsiruhsar Hatun                                       | Prince Pşeapşoko Kaytuk Bey                                 | Rohan Kaytukina                            | čerkeská                    | Kavkaz                                 |                                     | Murad III.      |
| Nazperver Hatun                                         |                                                             |                                            |                             |                                        |                                     | Murad III.      |
| Mihriban Hatun                                          |                                                             |                                            |                             |                                        |                                     | Murad III.      |
| Fahriye Hatun                                           |                                                             |                                            |                             |                                        |                                     | Murad III.      |
| Fülane Hatun                                            | Mircea Ciobanul Doamna Chiajna                              |                                            | valašská                    | Valašsko                               | 1575                                | Murad III.      |
| Fülane Kadın                                            |                                                             |                                            |                             |                                        | 1579                                | Mehmed III.     |
| Mahpeyker Kadın                                         |                                                             |                                            |                             |                                        |                                     | Mehmed III.     |
| Handan Valide Sultan                                    |                                                             | Helena                                     | řecká / Bosenská            | Řecko                                  | 1589                                | Mehmed III.     |
| Halime Valide Sultan                                    | Akuç Şolokhov-Lakerbia                                      | Altunşah Şolokhov Lakerbia                 | abchazská                   | Kavkaz                                 | 1589                                | Mehmed III.     |
| Mahfiruz Hatice Baş Kadın                               | Mirza Alkas Bey Feride Şolokhov-Lakerbia                    | Hatice Alkasovna                           | čerkeská                    | Předkavkazsko                          | 1603                                | Ahmed I.        |
| Fatma Kadın                                             | Kuyucu Murat Paša?                                          | Fatma                                      | bosenská                    | Osmanská říše                          | 1604/1606                           | Ahmed I.        |
| Haseki Mahpeyker Kösem Büyük Valide Sultan              | Greek Orthodox Priest                                       | Anastasia                                  | řecká                       | Tinos, Řecko                           | 1605                                | Ahmed I.        |
| Şahzaman Kadın                                          |                                                             | Şahnaz Çolokaşvili?                        | gruzínská                   | Gruzie                                 | 1612?                               | Ahmed I.        |
| Haseki Ayşe Sultan                                      | Ahmed Bey Efendi                                            | Ayşe                                       | turecká                     | Istanbul, Osmanská říše                | leden 1620                          | Osman II.       |
| Meylişah Kadın                                          |                                                             | Mariça                                     | srbská                      | srbsko                                 | 1621                                | Osman II.       |
| Fatma Züleyha Kadin                                     |                                                             |                                            | albánská                    |                                        | 1621                                | Osman II.       |
| Akile Rukiye Kadın                                      | Şeyhülislam Esad Efendi                                     | Rukiye                                     | turecká                     | Istanbul, Osmanská říše                | 7. únor 1622                        | Osman II.       |
| Haseki Ayşe Sultan                                      |                                                             |                                            | čerkeská                    |                                        |                                     | Murad IV.       |
| Baş Haseki Turhan Hatice Valide Sultan                  | Samilo Tuçapski                                             | Nadia                                      | ruská                       |                                        |                                     | Ibrahim I.      |
| Haseki Saliha Dilaşub Valide Sultan                     |                                                             | Katarina                                   | srbská                      | Rumélie                                | 1641                                | Ibrahim I.      |
| Haseki Hatice Muazzez Sultan                            |                                                             | Eva                                        | polsko-židovská             | Polsko                                 | 1642                                | Ibrahim I.      |
| Haseki Ayşe Sultan                                      |                                                             | Ayşe                                       | tatarská                    | Krymský chanát                         | 1643                                | Ibrahim I.      |
| Haseki Mahienver Sultan                                 |                                                             |                                            | čerkeská                    |                                        | 1644                                | Ibrahim I.      |
| Haseki Leyla Saçbağlı Sultan                            |                                                             | Leyla                                      | čerkeská                    | Předkavkazsko                          | 1645                                | Ibrahim I.      |
| Haseki Şivekar Sultan                                   |                                                             | Meryem                                     | arménská                    | Istanbul, Osmanská říše                | 1646                                | Ibrahim I.      |
| Haseki Telli Hümaşah Sultan                             |                                                             | Zeynep                                     | čerkeská                    | Kavkaz                                 | 1647                                | Ibrahim I.      |
| Despina Şahnisa Kadin                                   |                                                             |                                            |                             |                                        |                                     | Ibrahim I.      |
| Baş Haseki Mahpare Emetullah Rabia Gülnûş Valide Sultan |                                                             | Evmania Voria                              | řecká                       | Rethymno, Kréta, Benátská republika    |                                     | Mehmed IV.      |
| Haseki Afife Sultan                                     |                                                             |                                            |                             |                                        |                                     | Mehmed IV.      |
| Haseki Rabia Sultan                                     |                                                             |                                            |                             |                                        |                                     |                 |
| Haseki Kaniye Sultan                                    |                                                             |                                            |                             |                                        |                                     |                 |
| Haseki Siyavuş Sultan                                   |                                                             |                                            |                             |                                        |                                     |                 |
| Hatice Hatun                                            |                                                             |                                            |                             |                                        |                                     | Sulejman II.    |
| Behzat Hatun                                            |                                                             |                                            |                             |                                        |                                     | Sulejman II.    |
| İvaz Hatun                                              |                                                             |                                            |                             |                                        |                                     | Sulejman II.    |
| Süylün Hatun                                            |                                                             |                                            |                             |                                        |                                     | Sulejman II.    |
| Şehsuvar Hatun                                          |                                                             |                                            |                             |                                        |                                     | Sulejman II.    |
| Zeyneb Hatun                                            |                                                             |                                            |                             |                                        |                                     | Sulejman II.    |
| Haseki Rabia Sultan                                     | neznámá                                                     |                                            | Rum Millet                  |                                        |                                     | Ahmed II.       |
| Haseki Alicenap Sultan                                  |                                                             |                                            |                             |                                        |                                     | Mustafa II.     |
| Bahtiyar Hatun                                          |                                                             |                                            |                             |                                        |                                     | Mustafa II.     |
| Haseki Saliha Sebkati Valide Sultan                     |                                                             | Alexandra                                  | řecká                       |                                        |                                     | Mustafa II.     |
| Haseki Hafise Sultan                                    |                                                             |                                            |                             |                                        |                                     | Mustafa II.     |
| Ivaz Hatun                                              |                                                             |                                            |                             |                                        |                                     | Mustafa II.     |
| Haseki Şehsuvar Valide Sultan                           | srbská ělechta                                              | Marija                                     | srbská                      | Rumélie                                |                                     | Mustafa II.     |
| Afife Hatun                                             |                                                             |                                            |                             |                                        |                                     | Mustafa II.     |
| Fatma Şahin Hatun                                       |                                                             |                                            |                             |                                        |                                     | Mustafa II.     |
| Hanife Hatun                                            |                                                             |                                            |                             |                                        |                                     | Mustafa II.     |
| Emetullah Baş Kadınefendi                               |                                                             | Banu                                       |                             |                                        |                                     | Ahmed III.      |
| Rukiye Kadınefendi                                      |                                                             |                                            |                             |                                        |                                     | Ahmed III.      |
| Emine Mihrişah Kadınefendi                              |                                                             | Jeanette                                   | francouzská                 |                                        |                                     | Ahmed III.      |
| Hatice Kadınefendi                                      |                                                             |                                            |                             |                                        |                                     | Ahmed III.      |
| Rabia Şermi Kadınefendi                                 |                                                             | Ida                                        | maďarská                    |                                        |                                     | Ahmed III.      |
| Zeyneb Kadınefendi                                      |                                                             |                                            |                             |                                        |                                     | Ahmed III.      |
| Emine Musall Kadınefendi                                |                                                             | Emine                                      |                             |                                        |                                     | Ahmed III.      |
| Hanife Kadınefendi                                      |                                                             |                                            |                             |                                        |                                     | Ahmed III.      |
| Gülşen Kadınefendi                                      |                                                             |                                            |                             |                                        |                                     | Ahmed III.      |
| Ümmügülsüm Kadınefendi                                  |                                                             |                                            |                             |                                        |                                     | Ahmed III.      |
| Hürrem Kadınefendi                                      |                                                             | Diana Ekaterina Nazimova                   | ruská                       |                                        |                                     | Ahmed III.      |
| Meyli Kadınefendi                                       |                                                             |                                            |                             |                                        |                                     | Ahmed III.      |
| Fatma Hümaşah Kadınefendi                               |                                                             | Fatma                                      |                             |                                        |                                     | Ahmed III.      |
| Nijad Kadınefendi                                       |                                                             |                                            |                             |                                        |                                     | Ahmed III.      |
| Nazife Kadınefendi                                      |                                                             |                                            |                             |                                        |                                     | Ahmed III.      |
| Şayeste Hanımefendi                                     |                                                             |                                            |                             |                                        |                                     | Ahmed III.      |
| Bahri Hanımefendi                                       |                                                             | Ayşe                                       |                             |                                        |                                     | Ahmed III.      |
| Hatem Hanımefendi                                       |                                                             |                                            |                             |                                        |                                     | Ahmed III.      |
| Hace Alicenab Kadınefendi                               |                                                             |                                            |                             |                                        |                                     | Mahmud I.       |
| Hace Ayşe Kadınefendi                                   |                                                             | Ayşe                                       |                             |                                        |                                     | Mahmud I.       |
| Hace Verdinaz Kadınefendi                               |                                                             |                                            |                             |                                        |                                     | Mahmud I.       |
| Hatice Rami Kadınefendi                                 |                                                             | Hatice                                     |                             |                                        |                                     | Mahmud I.       |
| Hatem Kadınefendi                                       |                                                             |                                            |                             |                                        |                                     | Mahmud I.       |
| Raziye Kadınefendi                                      |                                                             |                                            |                             |                                        |                                     | Mahmud I.       |
| Meyyase Hanımefendi                                     |                                                             |                                            |                             |                                        |                                     | Mahmud I.       |
| Fehmi Hanımefendi                                       |                                                             |                                            |                             |                                        |                                     | Mahmud I.       |
| Habbabe Hanımefendi                                     |                                                             |                                            |                             |                                        |                                     | Mahmud I.       |
| Sırrı Hanımefendi                                       |                                                             |                                            |                             |                                        |                                     | Mahmud I.       |
| Leyla Kadınefendi                                       |                                                             |                                            |                             |                                        |                                     | Osman III.      |
| Zevki Kadınefendi                                       |                                                             |                                            |                             |                                        |                                     | Osman III.      |
| Ferhunde Emine Kadınefendi                              |                                                             | Emine                                      |                             |                                        |                                     | Osman III.      |
| Aynülhayat Kadınefendi                                  |                                                             |                                            |                             |                                        |                                     | Mustafa III.    |
| Fehmi Kadınefendi                                       |                                                             |                                            |                             |                                        |                                     | Mustafa III.    |
| Mihrişah Valide Sultan                                  |                                                             |                                            | Gruzínská                   | Kavkaz                                 | 1760                                | Mustafa III.    |
| Rif’at Kadınefendi                                      |                                                             |                                            |                             |                                        | 1759                                | Mustafa III.    |
| Ayşe Adilşah Kadınefendi                                |                                                             | Ayşe                                       |                             |                                        | 1765                                | Mustafa III.    |
| Binnaz Kadınefendi                                      |                                                             |                                            |                             |                                        |                                     | Mustafa III.    |
| Ayşe Kadınefendi                                        |                                                             | Ayşe                                       |                             |                                        |                                     | Abdul Hamid I.  |
| Hümaşah Kadınefendi                                     |                                                             |                                            |                             |                                        | 1775                                | Abdul Hamid I.  |
| Haciye Hatice Ruhşah Kadınefendi                        |                                                             | Hatice                                     |                             |                                        |                                     | Abdul Hamid I.  |
| Binnaz Kadınefendi                                      |                                                             |                                            |                             |                                        |                                     | Abdul Hamid I.  |
| Müteber Kadınefendi                                     |                                                             |                                            |                             |                                        |                                     | Abdul Hamid I.  |
| Mislinayab Kadınefendi                                  |                                                             |                                            |                             |                                        |                                     | Abdul Hamid I.  |
| Nevres Kadınefendi                                      |                                                             |                                            |                             |                                        |                                     | Abdul Hamid I.  |
| Mihriban Kadınefendi                                    |                                                             |                                            |                             |                                        |                                     | Abdul Hamid I.  |
| Fatma Şebsafa Kadınefendi                               |                                                             | Fatma                                      |                             |                                        |                                     | Abdul Hamid I.  |
| Mehtabe Kadınefendi                                     |                                                             |                                            |                             |                                        |                                     | Abdul Hamid I.  |
| Ayşe Seniyeperver Valide Sultan                         |                                                             | Sonja                                      | bulharská                   |                                        | 1776                                | Abdul Hamid I.  |
| Dilpezir Kadınefendi                                    |                                                             |                                            |                             |                                        |                                     | Abdul Hamid I.  |
| Nakşıdil Valide Sultan                                  |                                                             |                                            | francouzská                 | Martinik                               | 1783                                | Abdul Hamid I.  |
| Nükhetsezâ Hanımefendi                                  |                                                             |                                            |                             | Kavkaz                                 |                                     | Abdul Hamid I.  |
| Nefizar Kadınefendi                                     |                                                             |                                            |                             |                                        |                                     | Selim III.      |
| Hüsnümah Kadınefendi                                    |                                                             |                                            |                             |                                        |                                     | Selim III.      |
| Zibifer Kadınefendi                                     |                                                             |                                            |                             |                                        |                                     | Selim III.      |
| Afitab Kadınefendi                                      |                                                             |                                            |                             |                                        |                                     | Selim III.      |
| Re’fet Kadınefendi                                      |                                                             |                                            |                             |                                        |                                     | Selim III.      |
| Nurişems Kadınefendi                                    |                                                             |                                            |                             |                                        |                                     | Selim III.      |
| Gonca Nigar Kadınefendi                                 |                                                             | Fatma                                      |                             |                                        |                                     | Selim III.      |
| Demhoş Kadınefendi                                      |                                                             |                                            |                             |                                        |                                     | Selim III.      |
| Tabısafa Kadınefendi                                    |                                                             |                                            |                             |                                        |                                     | Selim III.      |
| Mahbube Kadınefendi                                     |                                                             |                                            |                             |                                        |                                     | Selim III.      |
| Pakize Hanımefendi                                      |                                                             |                                            |                             |                                        |                                     | Selim III.      |
| Aynısafa Hanımefendi                                    |                                                             |                                            |                             |                                        |                                     | Selim III.      |
| Meryem Hanımefendi                                      |                                                             |                                            |                             |                                        |                                     | Selim III.      |
| Mihriban Hanımefendi                                    |                                                             |                                            | Egyptská                    |                                        |                                     | Selim III.      |
| Fatma Fericihan Hanımefendi                             |                                                             | Fatma                                      |                             |                                        |                                     | Selim III.      |
| Şevrinur Kadınefendi                                    |                                                             |                                            |                             |                                        |                                     | Mustafa IV.     |
| Dilpezir Kadınefendi                                    |                                                             |                                            |                             |                                        |                                     | Mustafa IV.     |
| Seyyare Kadınefendi                                     |                                                             |                                            |                             |                                        |                                     | Mustafa IV.     |
| Peykidil Kadınefendi                                    |                                                             |                                            |                             |                                        |                                     | Mustafa IV.     |
| Fatma Kadınefendi                                       |                                                             | Fatma                                      |                             |                                        |                                     | Mahmud II.      |
| Alicenab Kadınefendi                                    |                                                             |                                            |                             |                                        | 1810                                | Mahmud II.      |
| Haciye Pertevpiyale Nevifidan Kadınefendi               |                                                             |                                            |                             |                                        | 1808                                | Mahmud II.      |
| Mislinayab Kadınefendi                                  |                                                             |                                            |                             |                                        |                                     | Mahmud II.      |
| Ebrireftar Kadınefendi                                  |                                                             |                                            |                             |                                        |                                     | Mahmud II.      |
| Zernigar Kadınefendi                                    |                                                             |                                            |                             |                                        | 1825                                | Mahmud II.      |
| Bezmiâlem Valide Sultan                                 |                                                             |                                            | abchazská                   | Gruzie                                 | 1822                                | Mahmud II.      |
| Aşubican Kadınefendi                                    | Tariel Dadiani                                              | Kethevan (Ekaterina) Dadiani               | gruzínská                   | Zugdidi, Gruzie                        | 1808                                | Mahmud II.      |
| Vuzlat Kadınefendi                                      |                                                             |                                            |                             |                                        |                                     | Mahmud II.      |
| Nuritab Kadınefendi                                     |                                                             |                                            |                             |                                        |                                     | Mahmud II.      |
| Haciye Hoşyar Kadınefendi                               |                                                             |                                            |                             |                                        | 1811                                | Mahmud II.      |
| Pervizifelek Kadınefendi                                |                                                             |                                            |                             |                                        | 1823                                | Mahmud II.      |
| Lebrizifelek Hanımefendi                                |                                                             |                                            |                             |                                        |                                     | Mahmud II.      |
| Hüsnimelek Hanımefendi                                  |                                                             |                                            |                             |                                        |                                     | Mahmud II.      |
| Zeynifelek Hanımefendi                                  |                                                             |                                            |                             |                                        |                                     | Mahmud II.      |
| Tiryal Hanımefendi                                      |                                                             |                                            |                             |                                        | 1826                                | Mahmud II.      |
| Pertevniyal Valide Sultan                               |                                                             | Hasna                                      | čerkeská                    | Kavkaz                                 | 1829                                | Mahmud II.      |
| Hüsnicenan Hanımefendi                                  |                                                             |                                            | Shapsug                     | Čerkesko                               | 1835                                | Abdülmecid I.   |
| Servetsezâ Kadınefendi                                  | Prince Mansur Temruko Princess Fülane Dadeşkeliani          | ... Temruko                                | čerkeská                    | Majkop, Rusko                          | 1837                                | Abdülmecid I.   |
| Hoşyar Kadınefendi                                      | Zurab Tuskia                                                | ... Tuskia                                 | gruzínská                   | Zugdidi, Gruzie                        | 1839                                | Abdülmecid I.   |
| Şevkefza Valide Sultan                                  | Mehmed Zaurum Cemile Hanım                                  | Vilma Zaurum                               | abchazská                   |                                        | 1. srpen 1839                       | Abdülmecid I.   |
| Tirimüjgan Kadınefendi                                  | Bekhan Bey Almaş Hanım                                      | Müjgan                                     | Shapsug                     | Předkavkazsko                          | 1840                                | Abdülmecid I.   |
| Gülcemal Kadınefendi                                    |                                                             | Sofia / Hatice                             | bosenská                    | Sarajevo, Bosna a Hercegovina          | 1840                                | Abdülmecid I.   |
| Verdicenan Kadınefendi                                  | Prince Kaytuk Giorgi Açba Princess Yelizaveta Hanım         | Saliha Açba                                | abchazská                   | Suchumi, Abcházie                      | 17. prosinec 1840                   | Abdülmecid I.   |
| Zerrin Melek Hanımefendi                                | Prince Aslan Klıç Princess Şaşa Loo                         | ... Klıç                                   | abchazská                   | Předkavkazsko                          | 1841                                | Abdülmecid I.   |
| Nükhetsezâ Hanımefendi                                  | Hatuğ Baras Ferhunde Hanım                                  | Hatice Baras                               | abchazská                   | Abcházie                               | 21. říjen 1841                      | Abdülmecid I.   |
| Nesrin Hanımefendi                                      | Manuçar Asemiani Mahra Hanım                                | Adile Asemiani                             | Gruzínská                   | Poti, Gruzie                           | 1842                                | Abdülmecid I.   |
| Düzdidil Hanımefendi                                    | Şıhım Dişan Princess Fülane Çaçba                           | Ayşe Dişan                                 | ubyšská                     | Předkavkazsko                          | 2. říjen 1842                       | Abdülmecid I.   |
| Şayan Kadınefendi                                       | Ahmed Vozden Nurhan Kucha                                   | Vozden                                     | ubyšská                     | Soči, Rusko                            | 1843                                | Abdülmecid I.   |
| Mehtab Kadınefendi                                      | Hişam Bey Malika Hanım                                      | Nuriye                                     | čečenská                    | Machačkala, Rusko                      | 1845                                | Abdülmecid I.   |
| Ceylanyar Hanımefendi                                   | Mustafa Berzeg Princess Daruhan Dudaruk                     | Nafiye Berzeg                              | ubyšská                     | Soči, Rusko                            | 1847                                | Abdülmecid I.   |
| Nergizu Hanımefendi                                     | Albora Bey Dadüse Hanım                                     |                                            | Natukhai                    | Anapa, Rusko                           | 1847                                | Abdülmecid I.   |
| Nâvek-i Misâl Hanım Efendi                              | Prince Rustem Bey Biberd Princess Fatma Kızılbek            | Biberd                                     | abchazská                   | Předkavkazsko                          | 1848                                | Abdülmecid I.   |
| Bezmara Kadınefendi                                     |                                                             |                                            | čerkeská                    | Čerkesko                               | 1849 - 1852                         | Abdülmecid I.   |
| Nalanıdil Hanımefendi                                   | Prince Natıkhu Çıpakue                                      | Çıpakue                                    | Natukhai                    | Anapa, Rusko                           | 1850                                | Abdülmecid I.   |
| Şayeste Hanımefendi                                     | Prince Tataş İnalipa Sarey Hanım                            | ... İnalipa                                | abchazská                   | Suchumi, Abcházie                      | 1851                                | Abdülmecid I.   |
| Serfiraz Hanımefendi                                    | Prince Osman Liah Zeliha Tapsın                             | Ayşe Liah                                  | abchazská                   | Abcházie                               | 1852                                | Abdülmecid I.   |
| Gülüstü Kadınefendi                                     | Prince Tahir Çaçba Afişe Lakerba                            | Fatma Çaçba / Hatice                       | abchazská                   | Suchumi, Abcházie                      | srpen 1854                          | Abdülmecid I.   |
| Perestu Valide Sultan                                   | Gök Gogen Şah Hanım                                         | Rahime Gogen                               | Ubykh                       | Soči, Rusko                            | 20. leden 1856                      | Abdülmecid I.   |
| Ne'veser Hanımefendi                                    | Mısost Eşba Tulu Svamba                                     | Esma Eşba                                  | abchazská                   | Abcházie                               | 1858                                | Abdülmecid I.   |
| Yıldız Hanımefendi                                      | Selim Şermat Princess Rebiye Hanım                          | Zijan Şermat                               | čerkeská                    | Předkavkazsko                          | 1858                                | Abdülmecid I.   |
| Safderun Hanımefendi                                    | Battal Bey Princess İmrethan Jantemir                       |                                            | Besleney                    | Předkavkazsko                          | 1859                                | Abdülmecid I.   |
| Dürrünev Kadınefendi                                    | Prince Mahmud Dziapş-lpa Princess Halime Çikotua            | Melek Dziapş-İpa                           | abchazská                   | Batumi, Gruzie                         | 20. květen 1856                     | Abdülaziz       |
| Edadil Kadınefendi                                      | Prince Tandal Aredba Aublaa Hanım                           | Aredba                                     | abchazská                   | Soči, Rusko                            | 1861                                | Abdülaziz       |
| Hayranidil Kadınefendi                                  |                                                             |                                            | gruzínská                   | Kars, Osmanská říše                    | 21. září 1865                       | Abdülaziz       |
| Neşerek Kadınefendi                                     | Prince Ismail Zevş-Barakay                                  | Nesrin Zevş-Barakay                        | Ubykh                       | Předkavkazsko                          | 1868                                | Abdülaziz       |
| Gevheri Kadınefendi                                     | Salih Svatnba Princess Şaziye Tsanba                        | Emine Svatnba                              | abchazská                   | Gudauta, Abcházie                      | 1872                                | Abdülaziz       |
| Eleru Kadınefendi                                       | Ahmed Tarkanişvili                                          | Mevhibe Tarkanişvili                       | gruzínská                   | Tbilisi, Gruzie                        | 21. leden 1857                      | Murad V         |
| Reftarıdil Kadınefendi                                  | Hatkoyuko Hatko                                             | Hatko                                      | abchazská                   | Předkavkazsko                          | 4. únor 1859                        | Murad V         |
| Şayan Kadınefendi                                       | Batır Zan                                                   | Safiye Zan                                 | Natukhai                    | Anapa, Rusko                           | 5. únor 1869                        | Murad V         |
| Meyliservet Kadınefendi                                 |                                                             |                                            | čerkeská                    | Batumi, Gruzie                         | 8. červen 1874                      | Murad V         |
| Resan Hanımefendi                                       | Ömer Bey Fatma Hanım                                        | Ayşe                                       | gruzínská                   | Artvin, Osmanská říše                  | 2. listopad 1877                    | Murad V         |
| Cevherriz Hanımefendi                                   | Halil Bey                                                   |                                            | ubyšská                     | Soči, Rusko                            | 1879                                | Murad V         |
| Nevdür Hanımefendi                                      | Rüstem Nakaşvili Fevziye Hanım                              | Şadiye Nakaşvili                           | gruzínská                   | Batumi, Gruzie                         | 1880                                | Murad V         |
| Remişnaz Hanımefendi                                    | Hasan Topçu                                                 | Fehitne Topçu                              | Bzhedug                     | Předkavkazsko                          | 1884                                | Murad V         |
| Filizten Hanımefendi                                    | Prince Şahin Çaabalurhva Princess Adilhan Loo               | Naime Filiz Çaabalurhva                    | abchazská                   | Pitsunda, Gruzie                       | 1887                                | Murad V         |
| Nazikedâ Kadınefendi                                    | Prince Arzakan Tsanba Princess Esma Klıç                    | Tsanba                                     | abchazská                   | Abcházie                               | 1863                                | Abdul Hamid II. |
| Safinaz Nurefzun Kadınefendi                            | Selim Şermat Princess Rebiye Hanım                          | Ayşe Şermat                                | čerkeská                    | Předkavkazsko                          | říjen 1868 - 26. červen 1879        | Abdul Hamid II. |
| Bedrifelek Kadınefendi                                  | Prince Mehmed Karzeg Princess Faruhan İnal-lpa              | Karzeg                                     | Natukhai                    | Anapa, Rusko                           | 15. listopad 1868                   | Abdul Hamid II. |
| Biydâr Kadınefendi                                      | Prince Ibrahim Talustan Princess Şahika İffet Lortkipanidze | Talustan                                   | Kabarday                    | Kobuleti, Adjara, Gruzie               | 2. září 1875                        | Abdul Hamid II. |
| Dilpesend Kadınefendi                                   |                                                             |                                            | gruzínská                   | Tbilisi, Gruzie                        | 10. duben 1884                      | Abdul Hamid II. |
| Mezide Mestan Kadınefendi                               | Kaymat Mikanba Princess Feryal Marşan                       | Kadriye Mikanba                            | abchazská                   | Gagra, Abcházie                        | 2. únor 1885                        | Abdul Hamid II. |
| Emsalinur Kadınefendi                                   |                                                             | Kaya                                       | abchazská                   | Abcházie                               | 20. listopad 1885                   | Abdul Hamid II. |
| Müşfikâ Kadınefendi                                     | Mahmud Ağır Emine Hanım                                     | Ayşe Ağırba                                | abchazská                   | Hopa, Kavkaz                           | 12. únor 1886                       | Abdul Hamid II. |
| Sazkâr Hanımefendi                                      | Bata Maan                                                   | Atiye Maan                                 | abchazská                   | Ayvacık, Çanakkale, Osmanská říše      | 31. srpen 1890                      | Abdul Hamid II. |
| Peyveste Hanımefendi                                    | Prince Osman Emuhvari Princess Hesna Çaabalurhva            | Rabia Emuhvari                             | abchazská                   | Pitsunda, Gruzie                       | 24. leden 1893                      | Abdul Hamid II. |
| Fatma Pesend Hanımefendi                                | Prince Sami Açba Princess Fatıma Ismailevna Mamleeva        | Fatma Kadriye Açba                         | abchazská                   | Istanbul, Osmanská říše                | 20. červen 1896                     | Abdul Hamid II. |
| Behice Hanımefendi                                      | Albus Maan Nazli Kucba                                      | Behiye Maan                                | abchazská                   | Beynevi, Adapazarı, Osmanská říše      | 10. květen 1900                     | Abdul Hamid II. |
| Naciye Hanımefendi                                      | Arslan Ankuap Canhız Hanım                                  | Zeliha Ankuap                              | abchazská                   | Yukarı Ihsaniye, Bartın, Osmanská říše | 4. listopad 1904                    | Abdul Hamid II. |
| Kamures Kadınefendi                                     |                                                             |                                            | ubyšská                     |                                        | 30. září 1872                       | Mehmed V.       |
| Dürrüaden Kadınefendi                                   | Mustafa Voçibe                                              | Hatice Voçibe                              | čerkeská                    | Kavkaz                                 | 10. říjen 1876                      | Mehmed V.       |
| Mihrengiz Kadınefendi                                   |                                                             | Fatma                                      | Ubykh                       | Soči, Rusko                            | 4. duben 1887                       | Mehmed V.       |
| Nazperver Kadınefendi                                   | Prince Ismail Çikotua Princess Aliye Dziapş-lpa             | Emine Çikotua                              | abchazská                   | Istanbul, Osmanská říše                | 1888                                | Mehmed V.       |
| Dilfirib Kadınefendi                                    |                                                             |                                            | čerkeská                    | Istanbul, Osmanská říše                | 1907                                | Mehmed V.       |
| Nazikedâ Kadınefendi                                    | Prince Hasan Ali Marşania Princess Fatma Horecan Aredba     | Emine Marşan                               | abchazská                   | Tsebelda, Abcházie                     | 8. červen 1885                      | Mehmed VI.      |
| Inşirah Hanımefendi                                     | Aziz Voçibe                                                 | Seniye Voçibe                              | ubyšská                     | Maşukiye, Osmanská říše                | 8. červenec 1905 - 7. listopad 1909 | Mehmed VI.      |
| Müveddet Kadınefendi                                    | Kato Davut Çıhcı Ayşe Hanım                                 | Şadiye Çıhcı                               | abchazská                   | Derbent, Rusko                         | 24. duben 1911                      | Mehmed VI.      |
| Nevvare Hanımefendi                                     | Mustafa Çıhcı Hafize Kap                                    | Ayşe Çıhcı                                 | abchazská                   | Derbent, Rusko                         | 20. červen 1918 - 20. květen 1924   | Mehmed VI.      |
| Nevzad Hanımefendi                                      | Bargu Şaban Efendi Hatice Hanım                             | Nimet Bargu                                | turecká                     | Istanbul, Osmanská říše                | 1. září 1921                        | Mehmed VI.      |